# Élections législatives de 1924 dans la Sarthe
Les élections législatives de 1924 ont eu lieu le 11 mai.

## Élus
|   | Député sortant               |            | Groupe parlementaire              | Député élu            |  | Groupe parlementaire                          |
| - | ---------------------------- | ---------- | --------------------------------- | --------------------- |  | --------------------------------------------- |
| 1 | Gaston Galpin                |            | Entente républicaine démocratique | Jean Auguste Montigny |  | Radical et radical-socialiste                 |
| 2 | Alain Albert Leret d'Aubigny |            | Entente républicaine démocratique | Henri Eugène Barbin   |  | Parti socialiste                              |
| 3 | Ernest Fouché                |            | Entente républicaine démocratique | Almire Breteau        |  | Radical et radical-socialiste                 |
| 4 | Alain de Rougé               |            | Entente républicaine démocratique | Georges Dalmagne      |  | Radical et radical-socialiste                 |
| 5 | Maurice Pierre Louis Ajam    |            | Gauche républicaine démocratique  | Olivier Heuzé         |  | Parti socialiste                              |
| 6 | Siège créé                   | Siège créé | Siège créé                        | Julien Laine          |  | Républicain-socialiste et socialiste français |

## Résultats départementaux

### Par listes
| Listes         | Listes                                                 | Voix    | %      | Sièges |
| -------------- | ------------------------------------------------------ | ------- | ------ | ------ |
|                | Liste du Cartel des Gauches                            | 51 064  | 54,28  | 6      |
|                | Liste d'Entente républicaine démocratique              | 38 983  | 41,44  | 0      |
|                | Liste du Bloc ouvrier-paysan                           | 1 571   | 1,67   | 0      |
|                | Liste Républicaine commerciale, agricole, indépendante | 1 275   | 1,36   | 0      |
|                |                                                        |         |        |        |
| Inscrits       | Inscrits                                               | 111 356 | 100,00 | 6      |
| Votants        | Votants                                                | 95 588  | 85,84  |        |
| Abstention     | Abstention                                             | 15 768  | 14,16  |        |
| Blancs et nuls | Blancs et nuls                                         | 1 511   | 1,36   |        |
| Exprimés       | Exprimés                                               | 94 077  | 84,48  |        |

### Par candidats
| Candidat       | Candidat                     | Tendance              | Voix    | %      |
| -------------- | ---------------------------- | --------------------- | ------- | ------ |
|                | Alain Albert Leret d'Aubigny | FR                    | 40 945  | 43,52  |
|                | Ernest Fouché                | FR                    | 38 666  | 41,10  |
|                | Alain de Rougé               | FR                    | 39 036  | 41,49  |
|                | Binault                      | PRDS                  | 38 548  | 40,97  |
|                | Leloup                       | PRDS                  | 38 485  | 40,91  |
|                | Pineau                       | FR                    | 38 217  | 40,62  |
|                |                              |                       |         |        |
|                | Thibault                     | Républicain de gauche | 1 974   | 2,10   |
|                | Freté                        | Républicain de gauche | 1 144   | 1,22   |
|                | Voisin                       | FR                    | 1 142   | 1,21   |
|                | Souavin                      | Radical indépendant   | 1 161   | 1,23   |
|                | Porge                        | FR                    | 1 130   | 1,20   |
|                | Cornille                     | Républicain de gauche | 1 101   | 1,17   |
|                |                              |                       |         |        |
|                | Jean Auguste Montigny        | PRRRS                 | 52 726  | 56,05  |
|                | Henri Eugène Barbin          | SFIO                  | 50 411  | 53,58  |
|                | Almire Breteau               | PRRRS                 | 51 079  | 54,29  |
|                | Georges Dalmagne             | PRRRS                 | 50 535  | 53,72  |
|                | Olivier Heuzé                | SFIO                  | 50 728  | 53,92  |
|                | Julien Laine                 | PRRRS                 | 50 908  | 54,11  |
|                |                              |                       |         |        |
|                | Gasnot                       | PC-SFIC               | 1 637   | 1,74   |
|                | Esnault                      | PC-SFIC               | 1 567   | 1,67   |
|                | Haslouin                     | PC-SFIC               | 1 551   | 1,65   |
|                | Lebert                       | PC-SFIC               | 1 554   | 1,65   |
|                | Lory                         | PC-SFIC               | 1 549   | 1,65   |
|                | Maciulewiez                  | PC-SFIC               | 1 567   | 1,67   |
|                |                              |                       |         |        |
| Inscrits       | Inscrits                     | Inscrits              | 111 356 | 100,00 |
| Votants        | Votants                      | Votants               | 95 588  | 85,84  |
| Abstention     | Abstention                   | Abstention            | 15 768  | 14,16  |
| Blancs et nuls | Blancs et nuls               | Blancs et nuls        | 1 511   | 1,36   |
| Exprimés       | Exprimés                     | Exprimés              | 94 077  | 84,48  |